# Kanton Ferrières-en-Gâtinais
Kanton Ferrières-en-Gâtinais is een voormalig kanton van het Franse departement Loiret. Het kanton maakte deel uit van het arrondissement Montargis. Het werd opgeheven bij decreet van 25 februari 2014 met uitwerking op 22 maart 2015. Alle gemeenten werden toegevoegd aan het kanton Courtenay.

## Gemeenten
Het kanton Ferrières-en-Gâtinais omvatte de volgende gemeenten:
- Chevannes
- Chevry-sous-le-Bignon
- Corbeilles
- Courtempierre
- Dordives
- Ferrières-en-Gâtinais (hoofdplaats)
- Fontenay-sur-Loing
- Girolles
- Gondreville
- Griselles
- Le Bignon-Mirabeau
- Mignères
- Mignerette
- Nargis
- Préfontaines
- Sceaux-du-Gâtinais
- Treilles-en-Gâtinais